# Frac

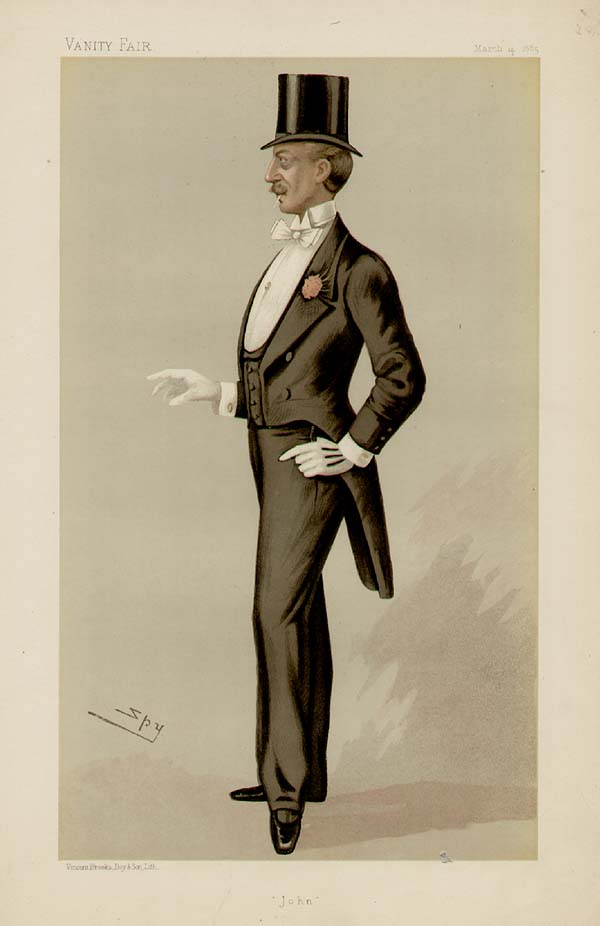
Caricatură a lui John Delacour din 1885 în frac

Fracul este o denumire folosită încă de dinainte de anul 1500 și se referă la un articol vestimentar atât pentru bărbați cât și pentru femei. În engleza britanică, termenul este utilizat pentru a descrie rochia unei femei. În Australia cuvântului îi este acordat un atribut de verb, fiind folosit în contexul "a te frăcui", ceea ce înseamnă a purta o rochie sau un costum elegant sau a te îmbrăca pentru o ocazie specială.

## Istoric
Inițial, fracul era o haină lungă, largă, cu mâneci lungi, asemănătoare veșmintelor de preot sau călugăr, legate la mijloc cu o curea. Ulterior, termenul a continuat să fie utilizat pentru a descrie diferite tipuri de îmbrăcăminte:
- Începând din secolul al XVI-lea, și până la începutul secolului XX, termenul a fost utilizat pentru a descrie rochia unei femei, însă nu i-a fost acordat înțelesul de rochie de gală, ci era mai degrabă privită ca o rochie obișnuită, largă și comodă pe care femeile o poartă acasă in timpul zilei.
- Începând cu secolul al XVII-lea, fracul a fost considerat un veșmânt larg si lung purtat deasupra hainelor în special de către ciobani și fermieri. De obicei era făcut din in și avea un guler lat la baza gâtului. În unele zone, acest costum tradițional se încheie în față ca și o haină, pe când în alte zone, are mai degrabă stilul unui pulover.
- În secolul al XVIII-lea, în Marea Britanie și America, fracul era considerat nepotrivit pentru bărbații care practicau vânatul sau alte îndeletniciri de acest tip. Spre sfârșitul secolului al XVIII-lea, a ajuns să fie conceput fără o cusătură în talie și în acest fel a evoluat în rochia cu tăieturi în orizontală în față, purtată în timpul zilei până la începutul secolului al XIX-lea. În muzeul Victoria și Albert din Londra, pot fi văzute exemple de haine de tip palton, cu guler larg și buzunare și fără cusătură în talie, care pot de asemenea să fie derivate din fracul tradițional.

Evoluția fracului după a doua jumătate a secolului al XVIII-lea este necunoscută, însă este foarte posibil ca fracul să fi fost întrecut de către haina de tip palton la începutul secolului al XIX-lea, iar mai apoi să i se acorde înțelesul de rochie de seară. Fracul de tip palton a fost la rândul lui înlocuit de o versiune mai modernă, ceea ce a condus la cele două versiuni de costume cu cozi alungite în spate. 
- Fracul este de asemenea sinonimul unei rochii pentru o domnișoară sau o femeie.
- Fracul (mai ales într-o formulare de tipul "frac scurt") poate fi considerat haina unui copil.
- Fracul reprezintă o haină groasă, tricotată, purtată de către marinari sau pescari.

## Descriere
Fracul de tip palton este o haină de tip bărbătesc a secolului al XIX-lea, caracterizată de bucăți de material lungi care ajung până la genunchi. În ciuda asemănării fracului de tip palton cu fracul tradițional, sunt două lucruri diferite. În limba franceză, fracul de tip palton este numit "une redingote", iar, spre deosebire de limba engleză, nu are nicio legătură către fracul tradițional. 
Există de asemenea un tip de frac, denumit "frac pentru motor" utilizat pentru bicicletele electrice. Spre deosebire de motoarele puternice care pot provoca răni serioase în momentul în care sunt conduse purtând un frac, acestui tip de bicicletă electrică i se poate lega partea lungă din spate a costumului de volan, pentru a oferi siguranța persoanei care o conduce. 